# L'Homme fatal (roman)
L'Homme fatal est un roman d'Irène Frain publié en 1995.

## Résumé
Vers 1990 Juliet, 42 ans, est conservatrice des manuscrits d'Orient dans une bibliothèque parisienne. La veille, elle a acheté le traité du thé pour elle, sous le nom d'un ex, Dolhman, en privant la bibliothèque. Steiner, médecin, vient les mains vides et dit en avoir une copie. Quelque temps après, elle va le voir au 2e étage d'une villa parisienne. Il lui dit être pauvre et avoir vendu sa copie hier. Plus tard, elle se remet avec Dolhman, 12 ans après, et lui dit qu'elle va chez Steiner. Elle découvre que Steiner, 38 ans, vit avec Suzanne, 67. Il est trouvé mort chez lui. L'enquête montre que Suzanne l'a tué.